# Torneo de Basilea 2022
El Swiss Indoors 2022 fue un torneo de tenis perteneciente al ATP Tour 2022 en la categoría ATP Tour 500. El torneo tendrá lugar en la ciudad de Basilea (Suiza) desde el 24 hasta el 30 de octubre de 2022 sobre canchas duras.

## Distribución de puntos
| Modalidad            | Campeón | Finalista | Semifinales | Cuartos de final | 2.ª ronda | 1.ª ronda | Clasificados | 2.ª ronda de clasificación | 1.ª ronda de clasificación |
| Individual masculino | 500     | 330       | 200         | 100              | 50        | 0         | 25           | 13                         | 0                          |
| Dobles masculino     | 500     | 300       | 180         | 90               | –         | –         | 45           | 25                         | 0                          |

## Cabezas de serie

### Individuales masculino
| Tenista               | Ranking | Preclasificado |
| Carlos Alcaraz        | 1       | 1              |
| Casper Ruud           | 3       | 2              |
| Félix Auger-Aliassime | 10      | 3              |
| Marin Čilić           | 13      | 4              |
| Pablo Carreño         | 15      | 5              |
| Nick Kyrgios          | 21      | 6              |
| Roberto Bautista      | 22      | 7              |
| Álex de Miñaur        | 23      | 8              |

- Ranking del 17 de octubre de 2022.[2]

### Dobles masculino
| Tenistas                           | Ranking | Preclasificados |
| Marcelo Arévalo Jean-Julien Rojer  | 11      | 1               |
| Tim Puetz Michael Venus            | 19      | 2               |
| Marcel Granollers Horacio Zeballos | 23      | 3               |
| Lloyd Glasspool Harri Heliövaara   | 33      | 4               |

## Campeones

### Individual masculino
Félix Auger-Aliassime venció a  Holger Rune por 6-3, 7-5

### Dobles masculino
Ivan Dodig /  Austin Krajicek vencieron a  Nicolas Mahut /  Édouard Roger-Vasselin por 6-4, 7-6(7-5)